# Thuộc địa của Ai Cập
Thuộc địa của Ai Cập là những vùng đất trong thời cổ đại bị Ai Cập chiếm bên ngoài nước này. Ai Cập đã đóng quân ở miền nam Canaan trước Triều đại thứ nhất, khoảng 3400-3000 TCN. Thời vua Narmer (pharaoh Narmer) đồ gốm được sản xuất tại Canaan và xuất khẩu đến Ai Cập, từ các vùng như Arad, En Besor, Rafiah và Tel Erani.
Ai Cập ở thời kỳ đỉnh cao đã kiểm soát Crete trên biển Địa Trung Hải. Ngành đóng tàu được người Ai Cập cổ đại biết đến vào đầu năm 3000 trước Công nguyên và có lẽ trước đó. Các Viện Khảo cổ học của Mỹ báo cáo con tàu đầu tiên tìm thấy có niên đại 3000 TCN  - có thể thuộc về Pharaoh Aha.
Tuy nhiên, không giống như thuộc địa của chủ nghĩa thực dân châu Âu sau này, các thuộc địa trong thời cổ đại thường có chủ quyền và tự chủ cao.

## Các thuộc địa của Ai Cập
- Canaan
  - Arad
  - En Besor
  - Rafiah
  - Tel Erani
- Crete